# Raymariely Santos
Raymariely Santos, född 13 april 1992 i Ponce, Puerto Rico, USA, är en volleybollspelare (passare). 
Med Puerto Ricos landslag har hon deltagit i bland annat VM och nordamerikanska mästerskapet. Hon har spelat med klubbar i Puerto Rico, Spanien, Kazakstan, Frankrike, Grekland, Italien och USA.